# Hadtest

A NATO térképészeti jelzése a baráti hadtest jelölésére

A hadtest  (en: /kɔːr/; plural corps /kɔːrz/; fr: corps, la corpus) magasabb szintű, önálló harci egység, amely általában 3-5 hadosztályból, parancsnoki törzsből, esetleg támogató (biztosító és logisztikai) alegységekből áll. Parancsnoka általában altábornagy. Ritkán alkalmazzák, mert önmagában egy hadosztály is önállóan működő egység, több hadosztályt együttes bevetésen (például hadjáratokon) pedig inkább hadseregbe szervezve irányítanak. Létszáma néhány tízezer fő a hadosztályok számától (és az általuk ellátandó feladattól) függően.
Létezik nem katonai hadtest is, az amerikai Békehadtest (US Peace Corps) és az Európai Szolidaritási Testület (European Solidarity Corps). 

## Történelem
I. Napóleon nevéhez köthető katonai innováció volt, amelyet 1800. március 1-jén vezették be, amikor utasította Jean Victor Marie Moreau tábornokot, hogy ossza fel parancsnokságát négy hadtestre.

## Magyar vonatkozások
A Magyar Néphadseregben 1966-ban Cegléd helyőrségben létrehozták a 3. Hadtestet, ami a hosszabb menetkészenlétű 4. és 15. Gépkocsizó/Gépesített Lövészhadosztályok vezetéséért felelt.
Az 1987-es RUBIN-feladat hadrendi kialakítás során megnevezése 3. Gépesített Hadtestre változott, ami most már harci dandárokat vezetett.

## NATO
A NATO Gyorsreagálású Hadtest (NATO Gyors Telepítésű Hadtest) egy többnemzeti, jelentős eszközállománnyal bíró katonai magasabbegysége.
A hadtest műveleti spektruma széles: természeti katasztrófák, humanitárius segítségnyújtások, béketámogató műveletek és terrorelhárító bevetések a katonai akciókon kívül. Vezetési törzseik képesek dandárszintű egységektől hadtestcsoportokig vezetési-parancsnoki feladatokat ellátni. A főparancsnokság a riasztást követő 10 napon belül a műveleti térségbe tudja juttatni az első csapatokat, továbbá a kitelepült teljes erő 60 napig képes funkcionálni, műveleti céljait teljesíteni.

## Fordítás
- Ez a szócikk részben vagy egészben  a   Corps című angol Wikipédia-szócikk fordításán alapul.  Az eredeti cikk szerkesztőit annak laptörténete sorolja fel. Ez a jelzés csupán a megfogalmazás eredetét és a szerzői jogokat jelzi, nem szolgál a cikkben szereplő információk forrásmegjelöléseként.